# FK Jaunība Rīga
FK Jaunība este un club de fotbal din Riga, Letonia. Echipa joacă meciurile de acasă pe Stadionul Daugava cu o capacitate de 5.693 de locuri. 

## Lotul curent
La 25 iulie 2010
| Nr. |         | Poziție | Jucător                  |
| --- | ------- | ------- | ------------------------ |
| 1   | Letonia | P       | Vladimirs Lukonens       |
| 2   | Letonia | F       | Ņikita Pavļiks           |
| 3   | Letonia | F       | Marks Molčanovs          |
| 4   | Letonia | F       | Igors Šķirjatovs         |
| 5   | Letonia | F       | Pēteris Nagla            |
| 6   | Estonia | M       | Dmitri Kulikov (căpitan) |
| 7   | Letonia | M       | Deniss Magdelēvičs       |
| 9   | Estonia | A       | Rejal Alijev             |
| 10  | Letonia | M       | Deniss Hromovs           |
| 11  | Estonia | A       | Alen Stepanjan           |
| 12  | Letonia | P       | Jurijs Nadeždins         |
| 13  | Letonia | F       | Jānis Skribis            |

| Nr. |         | Poziție | Jucător                   |
| --- | ------- | ------- | ------------------------- |
| 15  | Letonia | F       | Antons Truševs            |
| 17  | Letonia | F       | Viktors Golovizins        |
| 18  | Letonia | A       | Iļja Solomatins           |
| 19  | Letonia | F       | Filips Pavļiks            |
| 20  | Letonia | M       | Andrejs Gusevs            |
| 21  | Letonia | M       | Jurijs Krasņakovs         |
| 35  | Letonia | P       | Antons Astrahancevs       |
| --  | Letonia | M       | Pāvels Koļcovs            |
| --  | Letonia | M       | Aleksejs Kuplovs-Oginskis |
| --  | Letonia | F       | Mārcis Savinovs           |
| --  | Letonia | F       | Māris Savinovs            |
| --  | Letonia | A       | Armands Prutāns           |